# Ксилулоза
Ксилулозата е кетопентоза — монозахарид изграден от пет въглеродни атома и кетонна функционална група. Има емпирична формула C5H10O5. В природата се срещат и двата L- и D- енантиомера.

## Патология
L-Ксилулоза се натрупва в урината на пациенти болни от пентозурия, ензимопатия дължаща се на липсата на ензима L-ксилулозоредуктаза. Тъй като L-ксилулозата е редуциращ захарид подобно на D-глюкозата, пациенти с пентозурия са били грешно диагностицирани като страдащи от диабет.